# Gmina Rovišće
Rovišće – gmina w Chorwacji, w żupanii bielowarsko-bilogorskiej.

## Miejscowości
- Domankuš
- Gornje Rovišće
- Kakinac
- Kovačevac
- Kraljevac
- Lipovčani
- Podgorci
- Predavac
- Prekobrdo
- Rovišće
- Tuk
- Žabjak